# Wartburg-Radio 96,5
Wartburg-Radio 96,5 est une radio associative locale à Eisenach, dans le Land de Thuringe.

## Historique
Wartburg-Radio commence à émettre le 8 septembre 2001 en étant le canal d'accès public le plus récent du Land de Thuringe. Elle est portée par l'association Offener Hörfunkkanal Eisenach e.V., soutenue par la Thüringer Landesmedienanstalt (TLM).

## Programme
Les animateurs conçoivent des programmes de radio sur une base bénévole et sous leur propre responsabilité ; le programme est en conséquence diversifié. Des programmes musicaux de tous genres, des pièces radiophoniques, des émissions pour les jeunes et les enfants, des magazines sur des sujets locaux et régionaux ainsi que des enregistrements de concerts et des retransmissions en direct d'événements de la région constituent le programme de la station.

### Source de la traduction
- (de) Cet article est partiellement ou en totalité issu de l’article de Wikipédia en allemand intitulé « Wartburg-Radio 96,5 » (voir la liste des auteurs).